# Сона Ахмедлі
Сона Ахмедлі (азерб. Sona Əhmədli; нар. 5 жовтня 1988, село Шуві Астаринського району, АзРСР) — азербайджанська борчиня вільного стилю, дворазова бронзова призерка чемпіонату світу, чемпіонка і бронзова медалістка Європи.

## Життєпис
За національністю талишка. Народилась в селі Шуві Астаринського району.
Боротьбою почала займатися з 2007 року. Був срібним призером чемпіонату Європи 2008 року серед юніорів.
Виступала за спортивний клуб «Динамо» Баку. Тренер — Аріф Фарманов.

## Спортивні результати на міжнародних змаганнях

### Виступи на Чемпіонатах світу
| Змагання                        | Збірна      | Вагова категорія          | Місце  |
| ------------------------------- | ----------- | ------------------------- | ------ |
| Чемпіонат світу з боротьби 2007 | Азербайджан | жіноча боротьба, до 59 кг | 18     |
| Чемпіонат світу з боротьби 2010 | Азербайджан | жіноча боротьба, до 59 кг | 13     |
| Чемпіонат світу з боротьби 2011 | Азербайджан | жіноча боротьба, до 59 кг | Бронза |

### Виступи на Чемпіонатах Європи
| Змагання                         | Збірна      | Вагова категорія          | Місце  |
| -------------------------------- | ----------- | ------------------------- | ------ |
| Чемпіонат Європи з боротьби 2009 | Азербайджан | жіноча боротьба, до 59 кг | 16     |
| Чемпіонат Європи з боротьби 2010 | Азербайджан | жіноча боротьба, до 59 кг | Золото |
| Чемпіонат Європи з боротьби 2012 | Азербайджан | жіноча боротьба, до 59 кг | Бронза |

### Виступи на Кубках світу
| Змагання                    | Збірна      | Вагова категорія          | Місце |
| --------------------------- | ----------- | ------------------------- | ----- |
| Кубок світу з боротьби 2012 | Азербайджан | жіноча боротьба, до 55 кг | 11    |

### Виступи на інших змаганнях
| Змагання                                | Збірна      | Вагова категорія          | Місце  |
| --------------------------------------- | ----------- | ------------------------- | ------ |
| Золотий Гран-прі з боротьби 2008        | Азербайджан | жіноча боротьба, до 59 кг | 5      |
| Золотий Гран-прі з боротьби 2009        | Азербайджан | жіноча боротьба, до 55 кг | Бронза |
| Austrian Ladies Open 2010               | Азербайджан | жіноча боротьба, до 59 кг | 5      |
| Золотий Гран-прі з боротьби 2010 (Баку) | Азербайджан | жіноча боротьба, до 59 кг | 5      |
| Золотий Гран-прі з боротьби 2011 (Баку) | Азербайджан | жіноча боротьба, до 59 кг | Золото |

### Виступи на змаганнях молодших вікових груп
| Змагання                                       | Збірна      | Вагова категорія          | Місце  |
| ---------------------------------------------- | ----------- | ------------------------- | ------ |
| Чемпіонат Європи з боротьби серед юніорів 2007 | Азербайджан | жіноча боротьба, до 59 кг | 5      |
| Чемпіонат світу з боротьби серед юніорів 2007  | Азербайджан | жіноча боротьба, до 59 кг | 10     |
| Чемпіонат Європи з боротьби серед юніорів 2008 | Азербайджан | жіноча боротьба, до 59 кг | Срібло |
| Чемпіонат світу з боротьби серед юніорів 2008  | Азербайджан | жіноча боротьба, до 59 кг | 8      |